# Luck in Pawn
Luck in Pawn er en amerikansk stumfilm fra 1919 af Walter Edwards.

## Medvirkende
- Marguerite Clark som Annabel Lee
- Charles Meredith som Richard Standish Norton
- Leota Lorraine som Beth Vance
- Richard Wayne som Cole Bently
- John Steppling som Abraham Armsberg